# 朝鲜戏剧

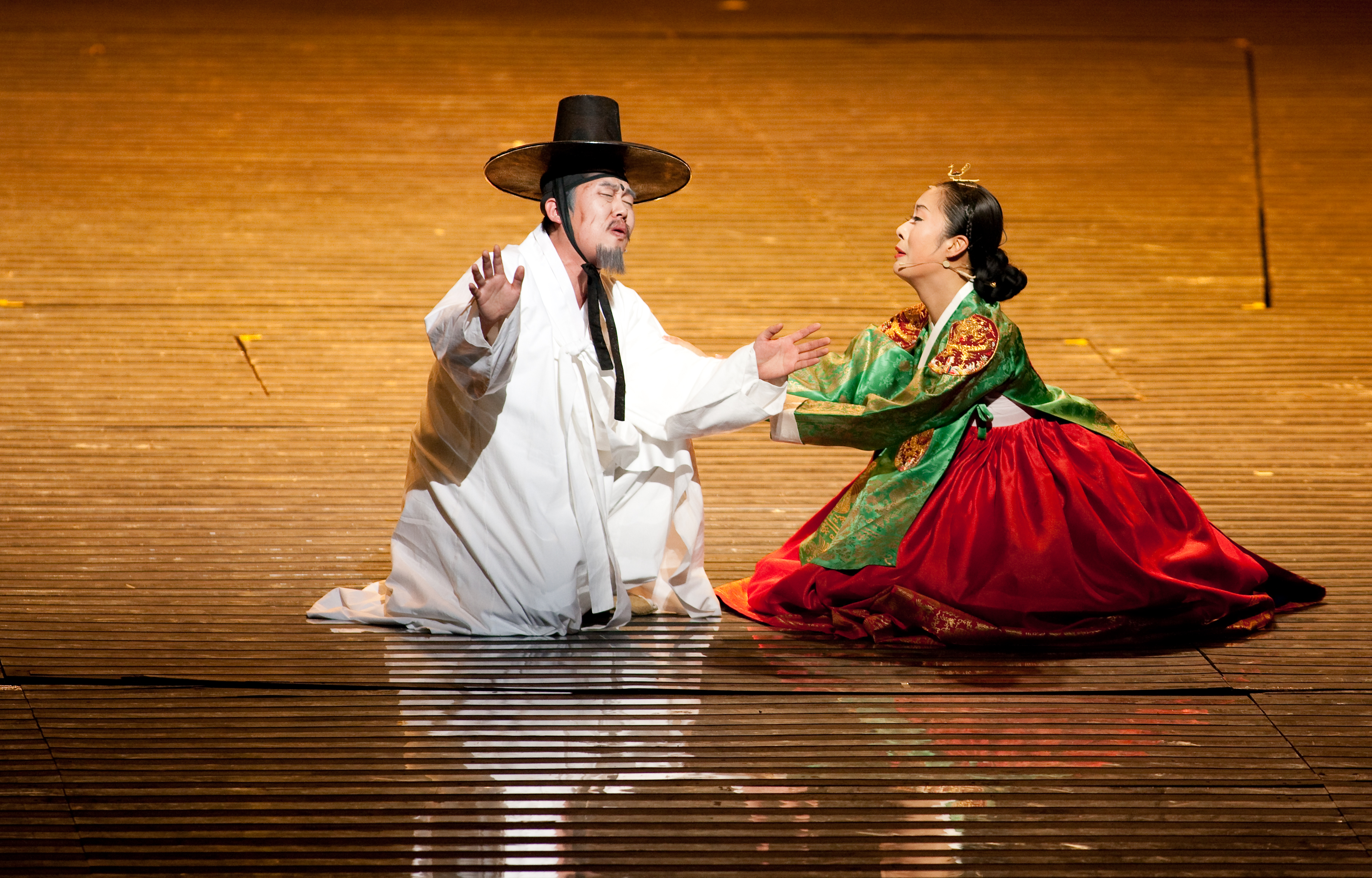
朝鲜传统戏剧

朝鲜戏剧是朝鲜文化的一部分，发源于史前宗教仪式。三国时期，中国和西域乐传入朝鲜半岛，朝鲜戏剧在自身本土文化的基础上，吸收外来戏剧成份从而形成独特的民族戏剧:3-4。朝鲜传统戏剧主要有假面剧、木偶剧、盘索里、唱剧等形式，其主要成份是舞蹈和音乐，大多采用三拍子节奏，在歌曲、舞蹈、动作以及台词的运用方面与中国和日本传统戏剧很不同:46。
剧作、演员、剧场三要素齐备的朝鲜戏剧开始于近代。1908年7月在圆觉社公演的《银世界》是朝鲜半岛首部西式戏剧:188。20世纪10年代，日本新派剧传入朝鲜半岛后。朝鲜戏剧出现了林圣九（1887-1921年）的革新团、尹白南（1888-1954年）的文秀星和李基世（1889-1945年）的唯一团等新派剧剧团:196-215。三一运动之后，新剧运动开始出现:223。20世纪30年代，剧艺术研究会活跃在朝鲜戏剧舞台，为朝鲜戏剧培养了大量人才，并创作了大量戏剧作品。:252-2

## 上古时期
上古时期，朝鲜半岛的戏剧形式主要是在祈求丰收的农耕仪式和宗教性质的祭天仪式上的歌舞戏。祭天仪式又称为国中大会，各地群众聚集一起祈求丰收，戏剧演出是期间不可缺少的节目。据《三国志》记载：扶余“以殷正月祭天，国中大会，连日饮食歌舞，名曰迎鼓”。除扶余的迎鼓，还有高句丽东盟、濊舞天等祭天仪式，以及马韩的春祭、秋祭。:41:4
此外，《三国遗事·驾洛国记》在有关祭祀首露王的记载中提到“戏乐思慕”的典故，从中可以看出当时的祭仪舞蹈表演已经有戏剧化。:9
江原道杨口郡上舞龍里发现的旧石器时代石制人面像、釜山影岛东三洞出土的新石器时代贝壳面具、咸镜北道雄基西浦项出土的新石器时代人偶、青铜器时代所刻诸岩刻画等考古发现都可以证明远古时代戏剧的存在。:44

## 三国时期
三国时期，散乐、百戏等外来戏剧从西域或中国传入朝鲜半岛。高句丽、百济、新罗三国在自身原有戏剧的基础上，吸收外来因素，形成独特的戏剧风格:48。三国中，高句丽的戏剧是主导。日本在9世纪中叶整理外来乐舞时，将新罗、百济、高句丽三国和渤海的乐舞，统称为右方乐（又称高丽乐），而将唐朝和印度（天竺）等的乐舞统称为左方乐（又称唐乐）。高句丽乐成为三国乐的总称:11。
《三国遗事》有关善于演戏奏乐的佛僧集团“才僧”的记载，表明三国时期已经出现了专门从事戏剧演出的艺人集团。新罗名僧元晓就是著名的才僧。他走街串巷，且歌且舞传布佛教。:64-66

### 高句丽乐

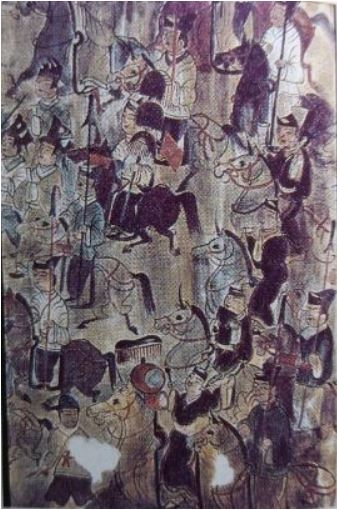
高句丽安岳三号墓壁画鼓吹乐图之横吹部分：从右下往左依次为骑马人员演奏马鼓、排箫、小角号等乐器

高句丽是个喜好歌舞的国家。据《三国志·魏志·东夷传》记载:“其民喜歌舞，国中邑落，暮夜男女群聚相就歌戏。”《隋书·音乐志》说：“高丽歌曲有芝栖，舞曲有歌芝栖”:14。李白在其乐府诗《高句丽》中这样描述高句丽的歌舞：“金花折风帽，白马小迟回。翩翩舞广袖，似鸟海东来。”:16
高句丽早期，散乐百戏从中国流入高句丽。北周时期，西域乐也进入高句丽。6世纪后半叶开始，高句丽乐进入全盛时代:13-14。《高丽史·乐志》记载高句丽俗乐有来远城、延阳和溟州三种:10-11。八清里古坟、药水里古坟、美川王古坟、水山里古坟等古坟的壁画显示，受西域乐的影响，高句丽的各种杂戏，尤其是骑技、弄丸、耍刀、踩高蹻等杂技盛行一时:17:52-54。《通典》、《旧唐书·音乐志》、《乐书》、《文献通考》等中国文献中还有对高句丽人偶戏的描绘记录:56-57。
高句丽乐很早就流入中国。隋文帝统一中国后，统合西域俗乐置“七部伎”（国伎（又称西凉伎）、清商伎（中国俗乐）、高丽伎、天竺伎（印度）、安国伎、龟兹伎、文康伎（礼毕））。高丽伎就是其中之一。隋炀帝后又加入康国伎和疏勒伎，成为“九部伎”。唐贞观年间，中国废除文康伎，新增燕乐伎和高昌伎，使之成为“十部伎”。这十部伎中，清商伎和文康伎（晋代假面伎）是中国乐，西凉伎为龟兹乐与中国乐结合而成，其它除高句丽伎外皆为西域乐:47-48:111。高句丽在这十部伎中与西域和中国乐并排单独列出，表明高句丽乐有着自己于众不同的特点。:51

### 百济乐
据《高丽史·乐志》记载，百济有禅云山、无等山、方等山、井邑和智异山五种歌乐。《隋书·东夷传》记载百济伎有投壶、围碁、樗蒲、握槊和弄珠之戏。弄珠之戏是和高句丽壁画中抛球游戏相似，是散乐百戏之一的弄丸。:17:59
由于地理关系，百济与中国的交往限于南朝。百济乐因此主要受中国南朝清乐的影响，而未使用当时流行的西域音乐。百济人味摩之还将其在吴国学到的伎乐传至日本。日本乐书《乐家录》、《教训抄》，以及《日本书纪》都对此进行了记载。《日本书纪》推古天皇二十年条写道:“百济人味摩之归化曰：学于吴得伎乐舞。则安置樱井而集少年，令习伎乐舞。”伎乐是佛教中供奉菩萨的歌舞，常见之于佛经。味摩之将伎乐舞传到日本后，这种歌舞伎乐成为日本的一种娱乐形式，名之曰伎乐。13世纪中叶狛近真的乐书《教训抄》对伎乐的内容及其演舞情况进行了介绍:17-18:59。
百济伎乐的实体目前已经无法进一步地了解，不过可判定百济伎乐是一种具有演剧因素的假面剧，并且是主要在寺刹为信徒们演出的佛教宣教剧。日本演剧历史学者河竹繁俊认为伎乐传入日本后，被晚一些时候传入日本的舞乐与散乐所取代，逐渐衰退。不过而其长处却被舞乐与散乐所吸收。比如，伎乐的昆仑发展成舞乐的昆仑八仙。伎乐的狮子发展成田乐、能乐、歌舞伎和民俗舞蹈中的狮子舞。伎乐的许多方面与朝鲜的假面具也有很多相似之处。有观点认为山台戏与伎乐属于同一系统。百济伎乐在高句丽舞乐、新罗五伎和散乐百戏的影响下，发展成了朝鲜的山台都监系列剧。:20-21

### 新罗乐
新罗的戏剧主要有歌舞百戏、剑舞（黄昌郎舞）戏、无㝵戏、弄丸、狮子舞、入壶舞、新罗狛等。:23-50:60
歌舞百戏一词最早见于《三国史记·新罗本纪》儒理尼师今九年的嘉俳条。《增补文献备考》也载有真兴王十二年首次举行八关会时的歌舞百戏。《高丽史·乐志》列举了东京（两种）、木州、余那山、长汉城和利见台等六种新罗歌乐。《文献备考》俗乐部列举的新罗乐则有三十多种。:23:60
剑舞戏，又称黄昌郎舞，是一种常献演于宫廷之中的假面舞。据《增补文献备考》、《东京杂记·风俗》记载，新罗七、八岁的少年黄昌郎，以舞剑为名，刺杀了百济王，后被百济人杀死。新罗人为纪念他，制作貌似其人的面具，模仿其舞姿跳剑舞。一般认为黄昌郎的原型是《三国史记》列传七记载的代武烈王攻打百济时被百济阶伯将军杀死的官昌。:24-25:61
无㝵戏是新罗名僧元晓模仿优人戏具制无㝵，并携之歌舞的佛教布道戏剧。《高丽史》和《乐学轨范》对无㝵戏进行了描述，并附记说：“无㝵之戏出自西域，其歌词多用佛家语，且杂以方言，难于编录，姑存节奏，以备当时所用之乐。”:27-30:62-63
《信西古乐图》描绘有表演者从一壶进入，从另一壶出来的幻术。从表演者头戴硬角幞头的官帽可以推断是新罗宫廷专业艺人被遣至中国表演此戏。《信西古乐图》还绘有人着瑞兽服装表演的假面戏新罗狛。:63-64
伽倻乐师于勒奉嘉宝王之命作有“伽倻琴十二曲”，后因伽倻国内乱投靠新罗真兴王。伽倻琴十二曲并不仅局限于伽倻琴曲，也有将音乐、歌曲、舞蹈融为一体的戏剧成份。其中第三曲宝伎指的是弄丸，第八曲狮子伎为狮子舞。:62

## 统一新罗
新罗统一三国后，广为容纳百济和高句丽的文化，以及中国唐朝文化，从而发展出自己新的民族文化。统一新罗时期的戏剧主要是处容舞和统一新罗末年文学巨匠崔致远在其绝句诗《乡乐杂咏五首》中吟咏的金丸、月颠、大面、束毒和狻猊五戏。:67-68

### 处容舞

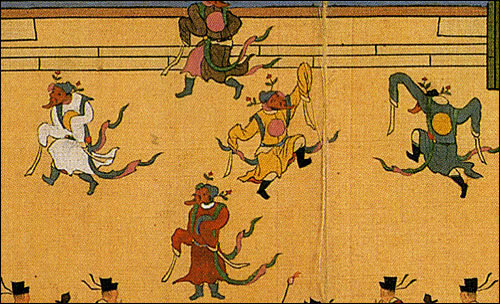
处容舞

处容舞是一种起源于新罗的面具舞。传说东海龙王之子处容辅佐新罗宪康王，被赐美女为妻。疫神嫉妒，化作人形在无人夜里占有处容之妻。回到家里的处容见寝有二人，乃唱歌跳舞而退。疫神见状现出原形，跪在处容面前说：“誓今以后，见画公之形容，不入其门矣。”从此后，处容成为人们贴在门前驱赶瘟疫的门神。据《三国史记》载，处容“形容可骇，衣巾诡异，时人谓之‘山海精灵’。”有观点认为处容是阿拉伯人。庆州出土的大量西域文物显示新罗与西域交流十分频繁。为避开百济和高句丽，新罗开通了黑山岛到中国长江入海口的航线。在短时间内，就可以从新罗最大的贸易港蔚山到达伊斯兰商人集居的中国扬州、明州等地。在庆州出土的胡人文官俑与处容之辅弼王政紧紧相连。:68-73:30-40

### 五戏
金丸是一种抛接多个小球的技艺，与伽倻的宝伎、百济的弄珠之戏和高句丽的弄丸相似。崔致远在《乡乐杂咏五首·金丸》中如是描述：“回身掉臂弄金丸，月转星浮满眼看。纵有宜僚那胜此？定知鲸海息波澜。”有观点认为这种弄丸之戏在先秦时期从西域传入中国，三国时期传入朝鲜半岛，后传至日本，发展成为杂技。:45:73
崔致远在《乡乐杂咏五首》中如是描述月颠“肩高项缩发崔嵬，攘臂群儒斗酒盃。听得歌声人尽笑，夜头旗帜晓头催。”李瀷（1681-1763年）的《星湖僿说类选》中说：“月颠者，恐古所谓以儒为戏是也。”有观点认为月颠是一种从西域于阗传入朝鲜半岛的滑稽假面剧。但也有观点认为其是朝鲜半岛本土自生的固有戏剧之一。:45-46:73-75
大面是一种表演者头戴黄金面具，手持珠鞭的驱赶鬼神的舞蹈。崔致远在《乡乐杂咏五首》中如是描述大面：“黄金面色是其人，手抱珠鞭役鬼神。疾步徐趋呈雅舞，宛如丹凤舞尧春。”有观点认为大面与出自兰陵王故事的唐朝五伎之代面戏（又称大面戏）和日本舞乐左方乐的“兰陵王”同属一系列的驱傩舞。但也有观点认为其是朝鲜半岛土生固有的驱傩舞。:46-47:76-77
崔致远在《乡乐杂咏五首》中如是描述束毒：“蓬头蓝面异人间，押队来庭学舞鸾。打鼓冬冬风瑟瑟，南奔北跃也无端。”从诗中的描述可以看出，束毒是表演者蓬头散发，头戴蓝色面具成群出场的鸾舞。崔南善在其《朝鲜常识问答》一书中，认为束毒是远方人思慕君王之德化，而蜂拥而来献舞的假面剧。也有观点认为其是高句丽从中亚的粟特等国传来的一种健舞。:47:77-78
狻猊是一种表演者戴狮子面具表演的狮子舞。崔致远在《乡乐杂咏五首》中如是描述狻猊：“远涉流沙万里来，毛衣破尽着尘埃。摇头掉尾驯仁德，雄气宁同百善才。”诗中的“流沙”是沙漠戈壁的古称。从中可以看出崔致远认为狻猊是西域乐系统的舶来品。狮子舞是印度特有的动物拟装舞，在西域和东方各国广泛流行。崔南善认为韩国、中国和日本等国至今仍有这种舞乐的余风。梁在渊在其《狻猊戏考》一文中，认为新罗的狮子戏仿照了源自龟兹乐的西凉伎的狮子戏，并将其传到日本。:47:78-79

## 高丽王朝
高丽王朝在继承朝鲜半岛传统戏剧的同时，积极从中国宋朝引进科举、雅乐、教坊歌舞戏、傩礼等文化制度，为高丽戏剧的发展提供了很好的条件。崇尚佛教的高丽，在与佛教相关的燃灯会、盂兰盆斋、水陆斋等佛教活动中都上演各种戏剧。高丽时期的专业艺人团体有杨水尺（北方游牧民族）、才僧、西域艺人等。:81-82

### 山台杂剧

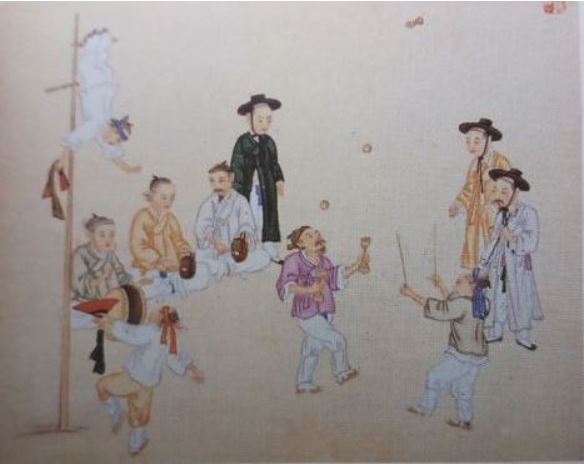
金俊根《箕山风俗图帖》：爬竿、弄丸、空竹戏

高丽建国后延用了新罗燃灯会和八关会的遗风。高丽有元正、上元、上巳、寒食、端午、秋夕、重九、冬至、八关等九个民俗节日。其中，上元盛行有关佛事的祭典燃灯会（燃灯会后改到二月举行），仲冬举行祭典土俗神的八关会。燃灯会和八关会是高丽国家祭典中最为隆重的两个，高燃灯火，设置彩棚，大摆酒果，表演音乐、歌舞和百戏，以娱悦诸佛和天地神明，祈求国泰民安。奉行儒教的成宗（982-997年）曾以杂技百戏“不经且烦扰”为由予以废止，但显宗（1010-1031年）即位后，杂技百戏又重新献演于国家祭典活动。燃灯会和八关会百戏在靖宗（1035-1046年）至毅宗（1147-1170年）的130年间进入到了鼎盛时期。明宗（1171-1197年）时期，燃灯会和八关会百戏开始衰退，元宗（1260-1294）以后终止。毅宗时期八关会已世俗化，成了由俗人献演百戏的仪式。:52-56
八关会与燃灯会上演出的百戏是新罗以来节目的集大成，而殿上的歌舞，则使用的是文宗（1046-1083）时期从中国宋朝引进的教坊乐。《高丽史·乐志》记载的唐乐项目中，献仙桃、寿延长、五羊仙、抛球乐、莲花台、惜奴娇曲破、万年欢慢七种大曲属于歌舞戏。其中，献仙桃、寿延长、五羊仙、抛球乐和莲花台五大曲在朝鲜王朝一直表演不辍，并在成俔编撰的《乐学轨范》中列为经常使用的唐乐，有详细图解、记述。:57-58
14世纪后半叶后，百戏歌舞被称为“山台杂剧”（彩棚亦即山台）。高丽末年诗人李穑（1328-1396年）在其七律《山台杂剧》（《牧隐集》卷三十三）中如是描绘：“山台结缀似蓬莱，献果仙人海上来。杂客鼓钲轰地动，处容衫袖逐风回。长竿倚汉如平地，瀑火冲天似疾雷。欲写太平真气象，老臣簪笔愧非才。”中国《高丽图经》卷40乐律记载:“其百戏数百人，闻皆敏捷特甚”。除在燃灯会和八关会演出外，根据《高丽史》的记载，山台杂剧还被用于君王的行幸、还国、宴乐欢娱和欢迎凯旋将军的饮宴。:59

### 傩戏
百戏歌舞除在燃灯会和八关会这样的嘉礼上演出之外，也在傩礼这样的凶礼上演出，后发展成为傩戏。傩礼由中国传入朝鲜半岛。与中国春夏秋冬四季举行傩礼不同，高丽只举行“岁终傩礼”。高丽本土的处容舞是高丽傩礼的中心内容，显示出傩礼在高丽的本土化。:60-61:96-100
《高丽史》对傩礼有记载，并将处容舞称为“处容戏”。高丽末期诗人李穑观看傩礼后，作有长诗《驱傩行》。诗前半部分描述的是十二支神与侲子驱疫的仪式，后半部分则是艺人们在驱傩仪式结束后表演的五方鬼舞、狮子舞、吐火、吞剑、西域胡人舞、走索、处容舞的各种杂戏。:60-61:99-103

### 其它
《高丽史》和其它史料的记载表明高丽戏剧在继承发展传统歌舞百戏的同时，笑谑之戏日臻完善。这为朝鲜王朝时期山台都鉴系列剧的形成打下良好的基础。:62
盂兰盆斋在崇尚佛教的高丽王朝非常盛行。盂兰盆斋会上演戏剧。当时的高丽存在隶属于佛寺的艺人和“才僧”:104-105。根据《高丽史》的记载，高丽还有在船上搭彩棚，表演散乐百戏的水戏:107-109。此外，高丽在御驾出宫回宫、宫廷宴享、犒赏凯旋而归的将军、为登科者设的闻喜宴等场合都表演各种戏剧:117。

## 朝鲜王朝

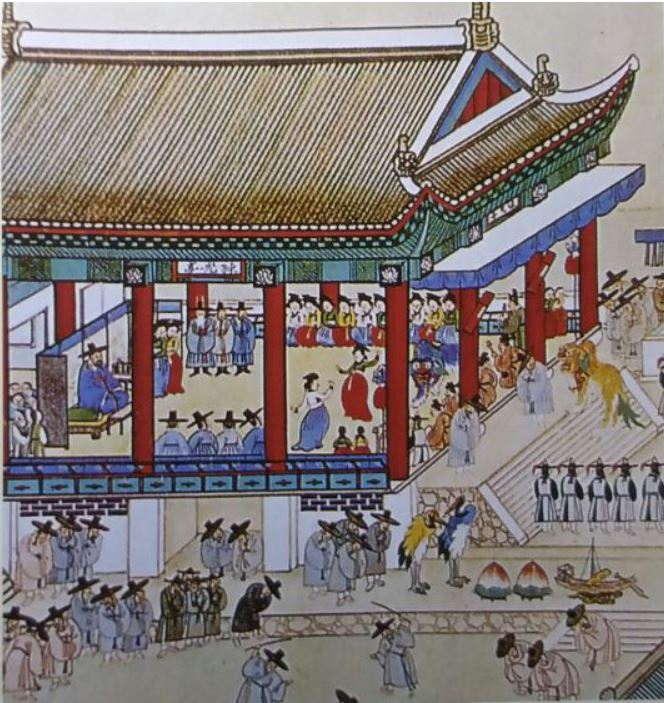
金弘道《平安监司飨宴图、练光亭宴会图》细节：鹤舞、莲花台、狮子舞、船游乐等

朝鲜王朝建国后，以性理学为本的儒家思想取代佛教成为国家统治理念。昔日的八关会、燃灯会销声匿迹，水陆、盂兰盆斋等佛教活动也逐渐减少。戏剧表演主要是傩戏和山台杂剧。朝鲜王朝后期，戏剧发展出现了新的局面，本山台假面戏、盘索里、郭秃阁氏戏等正规戏剧形式陆续崛起，男社堂牌、社堂牌、竹广大牌、爬竿戏牌、风角牌等辗转民间的流浪艺人集团也陆续出现。:130-131

### 山台傩戏
将儒教定为治国之道的朝鲜王朝，虽然不再承袭前朝燃灯会和八关会等仪式，但继承发展了傩戏和山台杂剧。朝鲜王朝设有傩礼都监（光海君十一年九月辛卯年）和山台都监（光海君十二年九月丁丑年）。山台戏开始混用山台杂戏，山台傩礼、傩戏等名称，并广泛演出于迎接中国使臣、季冬傩礼仪式、祔庙还宫、宗庙亲祭、谒圣、行幸、欢迎地方长宫和宴乐欢娱等各种场合:74。相比高丽王朝，朝鲜王朝的傩礼和山台（彩棚）规模更大，并有杂戏、俳优笑谑之戏:78-80。
处容戏在朝鲜王朝时期开始出现很大的变化。处容舞在朝鲜王朝前期的傩礼中要演两次，分为前度处容舞和后度处容舞。处容舞的表演程序也很不同，并添加了不少伴奏和歌曲，有综合歌舞剧的性质。在朝鲜王朝初期世宗、世祖时期，处容舞被改编成为正乐，用于各种国家典礼。燕山君时期，处容舞由原本充满阳刚的男舞，转变成为阴柔的女性宫廷舞，其原有的咒术意义也大为弱化。:136-137

### 盘索里

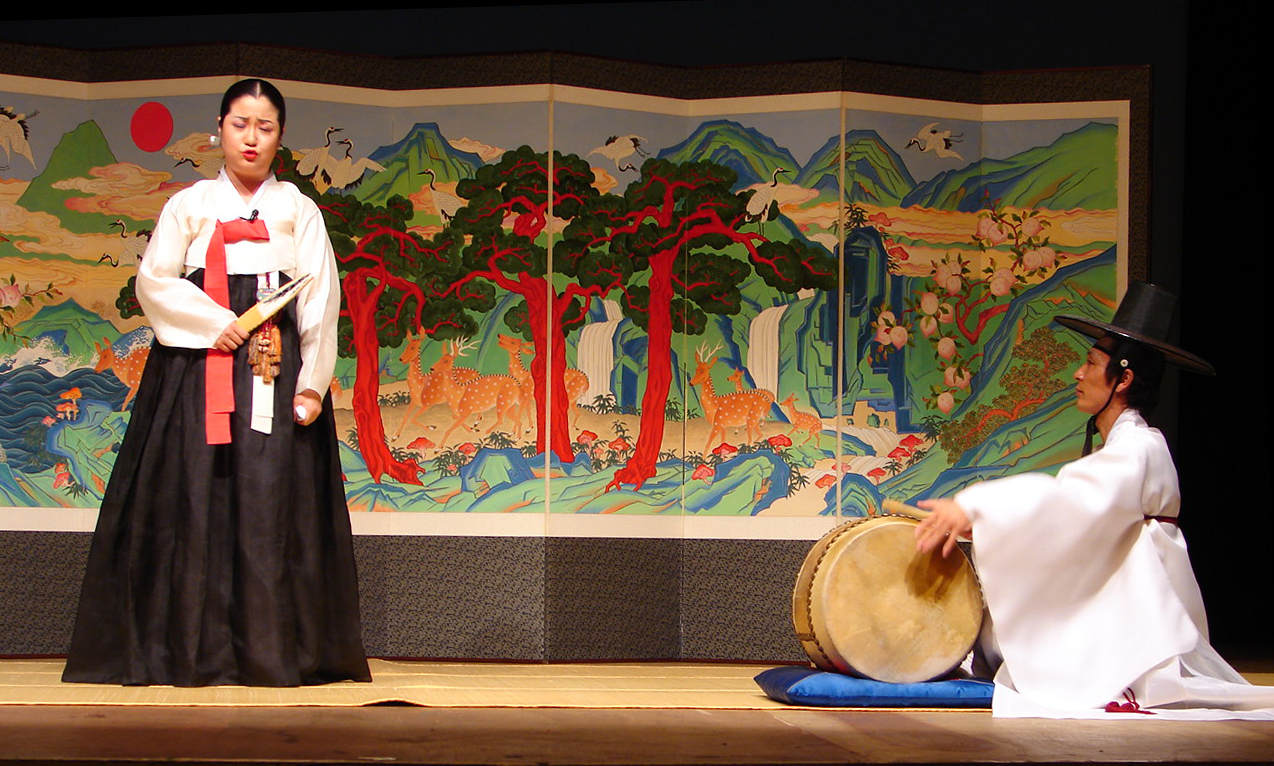
盘索里

盘索里是朝鲜王朝时期发源于全羅道的一种朝鲜传统曲艺形式。盘索里表演时一人坐以击鼓，一人立以说唱。盘索里以唱为主，说为辅，说唱结合。歌者演唱时一人多角，甚至要模仿天地间的各种声音:269。盘索里有东便制、西便制和中高制三个流派:298。
18世纪中叶，盘索里在朝鲜半岛南部已经广为流传，并在朝鲜宫廷演出:290。18世纪末期，盘索里已经发展成为整个朝鲜半岛富有独特民族风味的说唱艺术。19世纪上半叶，盘索里开始进入了名唱时代，出现了权三得、宋兴禄、廉季达、牟兴甲、申万叶等“前期八名唱”，19世纪上半叶又出现了朴裕全、金世宗、李捺致等“后期八名唱”。19世纪末和20世纪初，盘索里进入以宋晚载、李东伯、刘性俊等人为代表的“五名唱时代”:5。20世纪初，盘索里与西洋舞台剧相结合的唱剧在朝鲜半岛出现:130。

## 近代

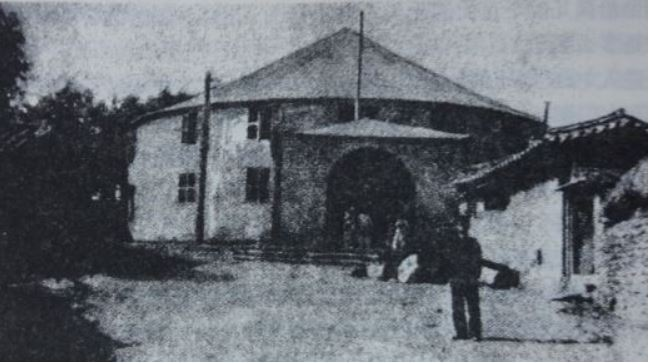
韩国早期剧院协律社/圆觉社

1902年12月，朝鲜最早的国立剧场协律社上演了朝鲜首部剧场戏剧“笑春台游戏”。协律社是为纪念高宗皇帝即位四十周年而建造，是个有五六百座位的圆形剧场。当时朝鲜的知识分子阶层对兴建协律社和演戏持否定态度。“兵扰律社”、“律社误人”之类的报道见于报端。1906年4月，奉常司副提调李苾和上疏要求取缔后，协律社被关闭。1908年7月，李人稙在协律社旧址成立圆觉社。同年，朝鲜半岛首部剧作、演员、剧场三要素齐备的西式戏剧《银世界》在圆觉社公演。:178-188
20世纪10年代，日本新派剧传入朝鲜半岛。新派剧的代表人物与剧团有林圣九（1887-1921年）的革新团、尹白南（1888-1954年）的文秀星和李基世（1889-1945年）唯一团。尹白南和李基世都曾留学日本。他们的新派剧日本气息很浓，改编日本剧时特别注重忠于原作，并标榜是“正剧”。林圣九出身贫苦，是在日本人剧场工作时学习的新派剧。他在改编日本剧时注重根据朝鲜本土观众的口味进行修改，与尹白南和李基世形成对照的一派。与林圣九属于同一派系的还有金陶山的改良团、新剧座、金小浪的聚星座。1916年3月，李基世与尹白南和李范龟成立了艺星座。1919年10月，李基世重组朝鲜文艺团，在朝鲜各地辗转演出，并曾上演西欧现代剧《科西嘉兄弟》，显示出朝鲜新派剧向西欧现代剧的转变。:196-215

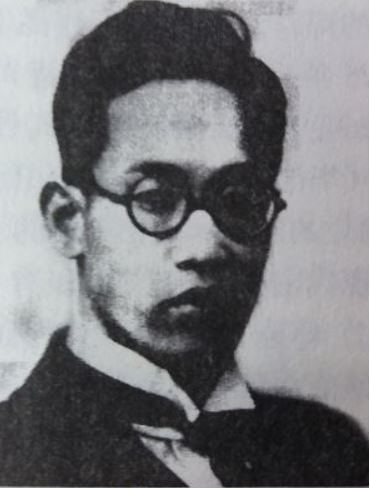
韩国戏剧早期代表人物金祐镇

20世纪20年代，朝鲜半岛和日本都出现了新剧运动。1920年2月，从日本留学归来的玄哲在西大门创办艺术学院，开设演剧班和舞蹈班。玄哲后于1923年10月成立东国文化协会，并在1924年12月着手创办朝鲜演员学校。次年1月15日，朝鲜演员学校正式开学，有40多名第一期新生参加了开学典礼。1926年2月，首批毕业生毕业。1920年春，以金祐镇为代表的朝鲜留学生在日本东京成立了研究演剧的剧艺术协会。开城的朝鲜留学生则成立了松京学友会，其负责人是剧艺术协会成员高汉承。次年夏，日本东京的朝鲜留学生和工人成立了同友会，并在金祐镇资助下在釜山、大邱、木浦、汉城、平壤等城市进行了巡演。松京学友会则在开城进行了公演。松京学友会后发展成为土月会（“寄志于月，立足于土”之意）。:223-248
20世纪30年代，土月会的新剧运动由剧艺术研究会得以继承和发展。剧艺术研究会成立于1931年7月8日。当年11月8日，剧艺术研究会成立了剧团试验舞台，招收第一期研究生。1934年，剧艺术研究会的刊物《剧艺术》创刊。由于日警将剧艺术研究会视为思想团体，将其成员视为民族社会主义者，剧艺术研究会于1938年3月被迫解散，后于4月改为专门的演出剧团剧研座。由于日本人的镇压，剧研座只维持了一年就便于1939年5月被迫解散。:252-268